# 李坤 (1963年)
李坤（1963年4月—），男，汉族，黑龙江兰西人，中华人民共和国政治人物。齐齐哈尔林业学校营林专业毕业。

## 生平
1984年8月参加工作，1990年12月加入中国共产党。
1998年6月，任黑龙江省林业厅政策法规处处长。2001年4月，任黑龙江省林业厅政策法规处(宣传处)处长。2003年10月，任黑龙江省人民政府研究室副主任、党组成员。2009年6月，任黑龙江省人民政府研究室主任、党组书记。2012年5月，任黑龙江省工商行政管理局局长、党组书记。2013年6月，任中共黑龙江省委副秘书长（正厅级）。2015年4月，任中共伊春市委副书记、市政府代市长（5月当选）、林管局局长。2016年7月，任黑龙江省森林工业总局党委书记、董事长。2018年2月24日，当选为第十三届全国人大代表。2019年1月2日，担任中共黑龙江省委宣传部常务副部长、省精神文明建设指导委员会办公室主任。